# Aepyprymnus rufescens
Aepyprymnus rufescens — єдиний у свому роді вид сумчастих приблизно розміром з дорослого кролика.

## Морфологічна характеристика
Aepyprymnus rufescens вирізняється скуйовдженим і щетинистим волоссям шерсті та рудим відтінком хутра у верхній частині. Волосся на спині переважно сиве, рудий відтінок більш очевидний і перемежовується сріблястими волосками. На лінії стегон з'являється нечітка смужка. Нижня частина також сіра, хоча бліда. Довжина голови й тулуба становить від 385 до 390 міліметрів. Довжина хвоста може бути від 340 до 390 мм. За винятком білого кінчика, колір в цілому сіро-коричневий. Вуха порівняно довгі, від 48 до 57 мм, трикутної форми. Колір вух дуже темний з зовнішньої сторони і рожевий зсередини, бахрома вкрита сріблястими волосками. Навколо ока з’являється безволосий рожевий обідок. Вага від 2.5 до 3.5 кілограмів.

## Середовище проживання
Живе в прибережних регіонах від Ньюкасла в Новому Південному Уельсі до Куктауна в Квінсленді, а раніше був знайдений в долині річки Мюррей в Новому Південному Уельсі і Вікторії.